# 20002 Tillysmith
20002 Tillysmith este un asteroid din centura principală, descoperit pe 10 martie 1991, de Robert McNaught.